# Pagig

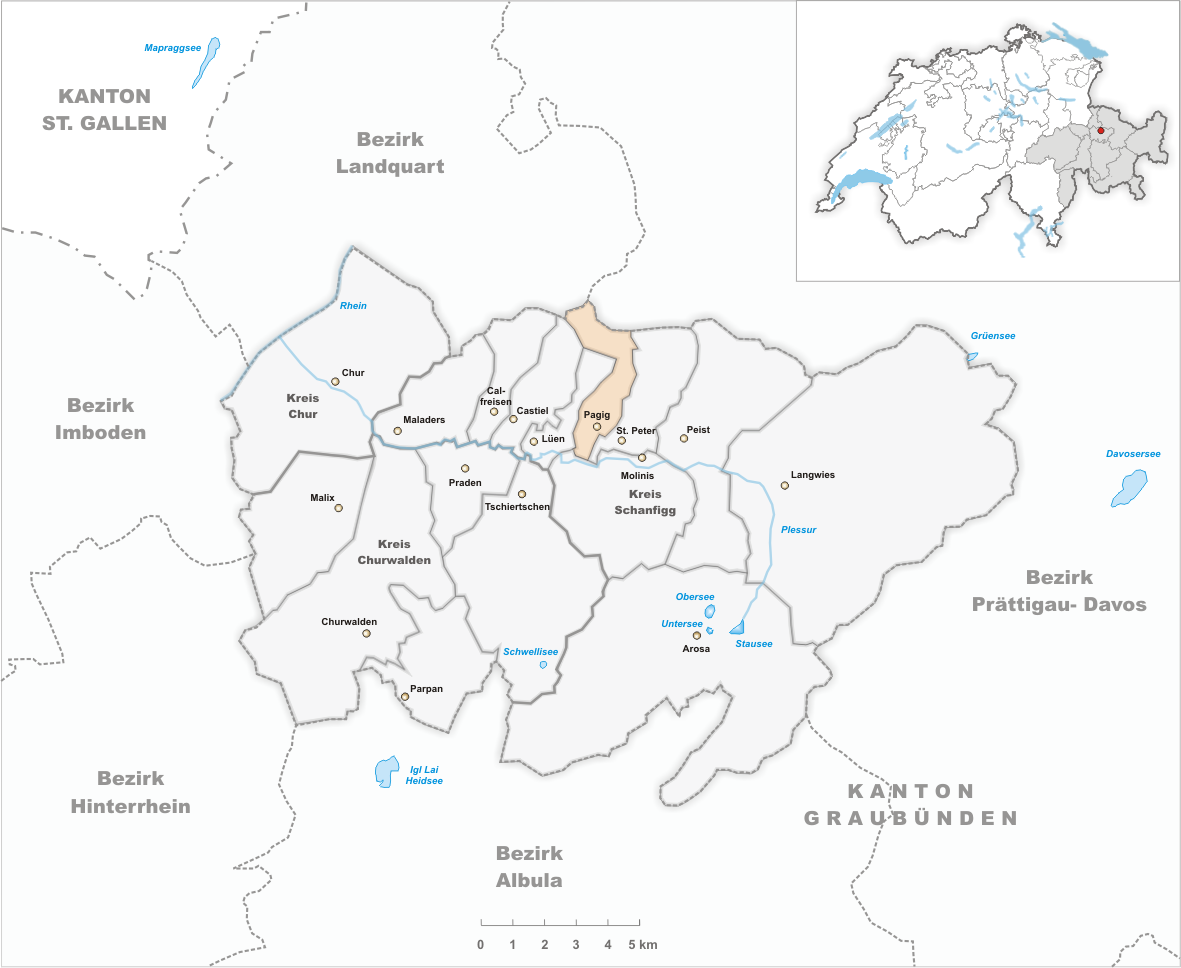
Gemeindestand vor der Fusion am 31. Dezember 2007

Pagig (rätoromanisch Pagiaiⓘ) ist ein Ort in der Region Plessur und eine Fraktion der Gemeinde Arosa, Kanton Graubünden. Bis 2007 war Pagig eine selbständige Gemeinde, 2008 bis 2012 bildete sie mit St. Peter die Gemeinde St. Peter-Pagig.

## Geographie
Pagig liegt auf der rechten, nördlichen Talseite des Schanfiggs, acht Kilometer (Luftlinie) östlich von Chur, etwa 60 m oberhalb der Kantonsstrasse nach Arosa. Das Dorf besteht aus zwei Kleinsiedlungen beidseits des Grosstobels. Als schmaler Streifen, im Westen vom Clasaurer Tobel begrenzt, erstreckte sich das Gemeindegebiet von der tief eingeschnittenen Plessur (820 m ü. M.) über den zerklüfteten Hang bis zur Zone der Alpweiden. Dort verbreiterte sich das Territorium zur Mulde Pagiger Bleis und reichte am Grat der Hochwangkette vom Tüfelsch Chopf über den Hauptgipfel des Hochwangs (2533 m, höchster Punkt der ehemaligen Gemeinde) bis östlich des Ratoser Steins (2474 m).
Vom gesamten früheren Gemeindeareal von 524 ha sind 305 ha landwirtschaftlich nutzbar, meist als Maiensässen. Nebst 165 ha Wald und Gehölz und 42 ha unproduktiver Fläche (meist Gebirge) finden sich noch 12 ha Siedlungsfläche.

## Geschichte
Die in deutscher Sprache 1160 als de Puigo erwähnte Siedlung wurde bereits früher (und heute noch) in rätoromanisch Pagiai genannt. Um 1200 war die Gegend weitgehend ausgebaut. Landesherren waren als bischöfliche Lehensnehmer bis 1338 die Vazer. Ihnen folgten die Werdenberger, 1363 erstmals die Toggenburger. Die 1285 bis 1498 erwähnten Herren von Unterwegen waren Churer Ministeriale und sassen auf einer Burg unterhalb des Dorfs, von der keine Reste mehr existieren – genauso wenig wie von der Burg Buwix oberhalb des Dorfes.
Als Nachbarschaft der Gerichtsgemeinde St. Peter schloss sich Pagig 1436 dem Zehngerichtenbund an. Neue Landesherren waren ab 1437 die Montforter, nach 1471 die Matscher und ab 1479 Österreich. 1652 erfolgte der Auskauf der Herrschaftsrechte, 1657 der bischöflichen Lehensrechte. Kirchlich gehörte Pagig zu St. Peter; die Reformation wurde um 1530 eingeführt. Die rätoromanische Sprache verschwand um 1570. Viehwirtschaft und Ackerbau (Hanf) waren die wichtigsten Erwerbsquellen. 1875 bis 1877 wurde die Talstrasse unterhalb des Dorfes erbaut, 1984 entstand der Skilift mit dem Berghaus. Zu Beginn des 21. Jahrhunderts war Pagig eine Siedlung ohne Kirche, Schule und Laden.
Pagig war früher eine eigenständige politische Gemeinde. 2008 vereinigte sie sich mit dem taleinwärtigen Nachbarort St. Peter zur Gemeinde St. Peter-Pagig. Schon 2013 schloss sich diese Gemeinde ihrerseits mitsamt weiteren damaligen Nachbargemeinden der Gemeinde Arosa an.

## Wappen
| Wappen von Pagig | Blasonierung: «In Blau bewurzeltes goldenes Steinbockhorn»                                                                              |
| Wappen von Pagig | Nach dem Wappen der Edelknechte von Buwix, deren Burgturm sich oberhalb des Dorfes befunden haben soll. Farben des Zehngerichtenbundes. |

## Bevölkerung
| Bevölkerungsentwicklung | Bevölkerungsentwicklung | Bevölkerungsentwicklung | Bevölkerungsentwicklung | Bevölkerungsentwicklung | Bevölkerungsentwicklung | Bevölkerungsentwicklung | Bevölkerungsentwicklung |
| ----------------------- | ----------------------- | ----------------------- | ----------------------- | ----------------------- | ----------------------- | ----------------------- | ----------------------- |
| Jahr                    | 1808                    | 1850                    | 1900                    | 1950                    | 1970                    | 2000                    | 2004                    |
| Einwohner               | 75                      | 78                      | 88                      | 79                      | 43                      | 78                      | 69                      |

Von den 69 Bewohnern waren 65 (= 94,20 %) Schweizer Staatsangehörige (Stand Ende 2004).

## Trivia
Das Dorf Pagig kommt in der 5. Staffel der bekannten Schweizer Sitcom Fascht e Familie vor, weil der Protagonist Bruno Caduff, ein junger Buchhalter, aus Pagig stammt. Caduff wurde von Beat Marti gespielt, welcher wie in seiner Rolle als Bruno Caduff ebenfalls aus Graubünden stammt.

## Wirtschaft und Verkehr
Pagig ist mit der Haltestelle Pagig Abzweigung der Postautolinie Chur–Peist ans Netz des öffentlichen Verkehrs angeschlossen.